# Kingston Park
Pour les articles homonymes, voir Kingston.
Kingston Park est un stade de multiples-utilités qui se trouve dans le Nord-ouest de Newcastle upon Tyne, en Angleterre.
Construit en 1990, il est depuis surtout utilisé pour des matchs à domicile de l'équipe de rugby à XV des Newcastle Falcons. Le stade est aussi utilisé pour la réserve de Newcastle United jouant ces matchs ici à domicile, et ce depuis la saison 2007-2008, il est devenu le stade des Newcastle Blue Star, une équipe de football semi-professionnelle.
Le stade peut accueillir jusqu'à 13 500 personnes.